# Murray Stewart
Murray Stewart, född den 2 juli 1986 i Durban, Sydafrika, är en australisk kanotist.
Han tog OS-guld i K4 1000 meter i samband med de olympiska kanottävlingarna 2012 i London.